# Irish Professional Championship 1978 (April)
Die Benson & Hedges Irish Professional Championship 1978 war ein professionelles Snookerturnier im Rahmen der 1977/78 ohne Einfluss auf die Weltrangliste. Das Turnier wurde als zweite Ausgabe im Jahr 1978 erneut als Herausforderungsmatch in der Ulster Hall im nordirischen Belfast ausgetragen. Sieger wurde Titelverteidiger Alex Higgins, der den irischen Herausforderer Patsy Fagan mit 21:13 besiegte. Higgins spielte zudem mit einem 78er-Break das höchste Break des Turnieres.

## Das Spiel
31 Jahre nach der ersten Austragung im Jahr 1978 war die Irish Professional Championship immer noch auf Herausforderungsbasis angelegt. Nur mit einer Unterbrechung wurde das Turnier 25 Jahre lang von Jackie Rea dominiert, der aber 1972 den Titel an Alex Higgins verloren hatte. Nachdem Dennis Taylor im Februar 1978 gescheitert war, versuchte nun der Ire Patsy Fagan als Herausforderer sein Glück.
Die von Benson & Hedges gesponserte Partie zwischen Higgins und Fagan fand vom 13. bis zum 15. April 1978 in der Ulster Hall von Belfast statt. Das Spiel wurde im Modus Best of 41 Frames ausgetragen. Fagan hatte den besseren Start und ging mit 1:4 in Führung. Im Folgenden entwickelte sich ein Katz-und-Maus-Spiel, da Higgins immer mal an Fagan nahe herankam, Fagan aber seine Führung immer wieder verteidigen und kurzzeitig ausbauen konnte. Erst beim Stande von 8:9 konnte Higgins nach dem Ausgleich selbst in Führung gehen und baute diese auf 13:9 aus. Im Folgenden gewann Fagan nur noch vereinzelt insgesamt vier Frames, während Higgins einen Frame nach dem anderen für sich entschied. Schlussendlich siegte der Titelverteidiger mit 21:13.
| Finale: Best of 41 Frames Ulster Hall, Belfast, Nordirland, 13. – 15. April 1978 |                |             |
| Alex Higgins | 21:13          | Patsy Fagan |
| 77:22, 58:69, 20:63, 31:80, 2:85 (56), 70:41, 79:35, 55:46, 8:53, 52:70 (F. 50), 88:22 (53), 46:60, 66:67, 112:15 (50, 62), 46:44, 54:38 11:68, 89:27, 82:25, 62:45, 111:8 (78), 75:9, 30:84 (69), 107:24 (53), 60:50, 64:40, 34:67, 74:37, 110:23 (64), 56:76 (F. 51), 56:39, 97:22, 13:83, 82:16 |                |             |
| 78 | Höchstes Break | 69          |
| – | Century-Breaks | –           |
| 6 | 50+-Breaks     | 4           |